# Логічність мовлення
Логічність мовлення — ознака й мовлення в цілому, й кожного функціонального стилю літературної мови. Це продумане, виважене й структурно впорядковане мовлення. Логічне мовлення ґрунтується на системних мовних зв'язках. Якщо зв'язки не порушуються — мовлення логічне, якщо порушуються — виникають алогізми.
Кожен стиль має свій вияв логічності.
Для наукового стилю характерна відкрита логічність. Вона розкриває шлях пізнавальної діяльності мовця, шлях пізнання істини, тому передумовою логічності є збереження послідовності дій і процесів.
У художньому стилі хронологія може порушуватися, бо це не дзеркальне відображення дійсності, а результат сприйняття дій, фактів через художній образ, який породила уява автора.
У розмовному стилі порушення деяких правил логічної організації мовлення може запобігти сама ситуація. Проте вміле використання ресурсів мови відповідно до ситуації є однією з умов логічності.